# Drienovská Nová Ves
Drienovská Nová Ves és un poble i municipi d'Eslovàquia a la regió de Prešov. La primera referència escrita de la vila data del 1335.

## Demografia
| Godina             | 1994 | 2004    | 2014    | 2024    |
| ------------------ | ---- | ------- | ------- | ------- |
| Nombre de persones | 619  | 697     | 804     | 897     |
| Diferència         |      | +12,60% | +15,35% | +11,56% |

| Godina             | 2023 | 2024   |
| ------------------ | ---- | ------ |
| Nombre de persones | 866  | 897    |
| Diferència         |      | +3,57% |